# Manderen
Manderen korábbi község Franciaországban, Moselle megyében. Lakosainak száma 417 fő (2018. január 1.). Manderen Kirsch-lès-Sierck, Launstroff, Merschweiller és Ritzing községekkel határos.
2019. január 1-jén Ritzing korábbi községgel egyesült és az így létrejött Manderen-Ritzing új község része lett.

## Népesség
A település népességének változása:
| Lakosok száma | 425  | 426  | 432  | 419  | 417  |
|               | 2013 | 2015 | 2016 | 2017 | 2018 |